# Alcaloide

Estrutura química do alcaloide morfina, um derivado do ópio.

Alcaloide AO 1990 (de álcali, básico, com o sufixo -oide, "-semelhante a") é uma substância de caráter básico derivada principalmente de plantas, mas podendo ser também derivadas de fungos, bactérias e até mesmo de animais. Contém, em sua fórmula, basicamente nitrogênio, oxigênio, hidrogênio e carbono. 
Seus nomes comuns geralmente terminam com o sufixo ina: cafeína (do café, classificada como pseudoalcaloide por ser, na verdade, uma xantina), cocaína (da coca), pilocarpina (do jaborandi), papaverina/morfina/heroína/codeína (da papoula), psilocibina (do cogumelo Psilocybe cubensis), almíscar, que é extraído de uma glândula do cervo-almiscarado, etc.
São geralmente sólidos brancos (com exceção da nicotina) e podem existir nas plantas, no estado livre, como sais ou como óxidos. Possuem massa molecular entre 10 dalton e não mais de 90 dalton e correspondem aos principais terapêuticos naturais com ação anestésica, analgésica, psicostimulante, neurodepressora, etc.
Os alcaloides podem ser classificados quanto à sua atividade biológica, quanto à sua estrutura química e quanto à sua origem biossintética (maneira de produção na planta). 
Podem ser divididos em três grupos: 
- Alcaloides verdadeiros, que possuem anel heterocíclico com um átomo de nitrogênio e cuja biossíntese se dá através de um aminoácido
- Protoalcaloides, o átomo de nitrogênio não pertence ao anel heterocíclico e se originam de um aminoácido. Exemplo: mescalina e efedrina
- Pseudoalcaloides, são derivados de terpenos ou esteroides e não de aminoácidos. Exemplo: solasodina